# Familles anciennes de Salé
 (novembre 2016).
Les Slaouis, natifs de Salé, communément appelées Ahl Sala (« les gens de Salé »), sont considérées comme Slaoui (salétines), c'est-à-dire des descendants et héritiers des familles fondatrices d'une ville installée sur la rive occidentale du fleuve Bouregreg, l'un des plus importants fleuves du Maroc qui a de tous temps nourrit le Maroc, les provinces qui en dépendent aux assauts maritimes euro-ottomans, grâce à sa géographie particulière, a longtemps été une ville conservatrice, elle compte ainsi plusieurs familles cherifa (de chorfas) affiliées au prophète ou aux marabouts de la ville. Salé est aussi constituée de familles d'origine andalouse qui ont longtemps formé l'aristocratie des deux rives. La « noblesse » de ces familles provient soit d'un élitisme religieux (chorfas) ou des accomplissements de la famille et leur participation significative à l'histoire du pays. Parmi les grandes familles établies à Salé depuis des générations, on peut citer les Hajji, Sbihi, Kadiri, Amar, Benkhadra, Bensaïd, Bouallou, Zouaoui, Chemaou, Laâlou, Maâninou, Zniber, Fennich, Hassouni, Aouad, Jaidi, Sedrati, Hassar, Touhami, Mrini, Alaoui et Naciri.

## Histoire

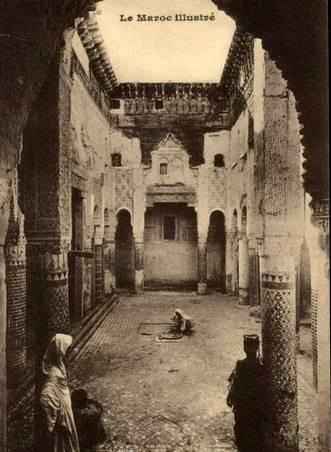
La Médersa mérinide de Salé quand elle était foundouq.

Fondée au XIe siècle, la ville de Salé connut un véritable développement à l'époque des Almohades (XIIe siècle) et des Mérinides (du XIVe siècle), du fait de sa position stratégique sur la voie terrestre : Fès/Marrakech et grâce à son port, centre d’échanges entre l’Europe et le Maroc.
L’activité commerciale de Salé durant le XVIIIe siècle lui permit d’étendre son influence dans le pays jusque dans des régions très éloignées. Au XVIIe siècle, l’arrivée des réfugiés musulmans d’Espagne donna un nouveau souffle à la cité et créa une rivalité avec la ville toute voisine de Rabat. Les Morisques andalous, animés par un esprit de vengeance contre les Chrétiens, s'attaquent à la course maritime et constituent une puissante entité politique du nom de République du Bouregreg menant des expéditions des plus osées jusqu'en Cornouailles. Connus pour leur audace et leur ruse, les corsaires de Salé laissèrent l'image des Sallee Rovers dans la mémoire des Anglais. Salé comme le dit Narcisse Cotte, se réclame toujours une complète indépendance. Salé, la « ville des Saints » a donné naissance à plusieurs grands moujahidin tel que Sidi Ahmed Hajji et Raïs El Hadj Abderrahmane Britel, Abdallah Slaoui grand Amiral du Maroc.
Avec le XIXe siècle s’annonce la fin du rôle commerciale prépondérant dont jouissait la ville, et Salé s’enferma sur elle-même et demeura au cours du XIXe et pendant l’époque des protectorats français et espagnol un haut lieu de culture, de résistance et de vie religieuse. La médina de la ville demeure un musée à ciel ouvert offrant une panoplie de monuments, de riads d'inspiration hispano-morisque, de zaouiyas, de marabouts et de bibliothèques privées. Salé a la réputation d’être la ville jumelle de Rabat, mais elle dispose de ses traditions et de son histoire propres. Pendant ces dernières années Salé fut la proie d'une importante vague d'immigration qui lui vaut le déclin de son prestige.

## Organisation socio-culturelle

### Quartiers

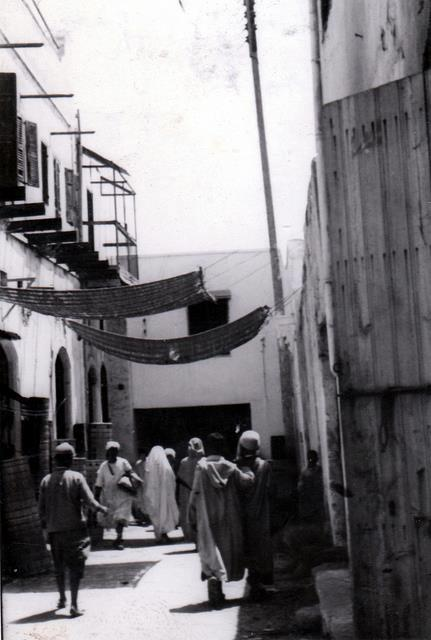
Derb à Salé

Salé a toujours été considérée comme la sœur rivale de Rabat, elle dispose d'une culture et d'une identité propres. L'oued Bouregreg sépare la capitale de Salé. La ville de Salé est composée de plusieurs quartiers dont les plus anciens sont la médina, le mellah intra-muros, ainsi que l'ancien quartier français appelé Rmel (qui signifie « sable » en arabe) qui comprend une ancienne église fermée datant du Protectorat.
La médina de Salé a été fondée au début du XIe siècle, elle s'enorgueillit de fontaines, de riads et de mosquées. La porte Bab el-Mrissa, près du centre-ville permet de pénétrer dans la médina.
la médina qui correspond à la ville historique, avec ses vieux remparts et ses anciennes portes. Elle constitue, en général, le lieu d’habitation de Salétins qui appartiennent aux Chorfas (aristocratie religieuse), aux Oulémas (savants), aux familles présentes depuis des générations à Salé. Ce site entre dans la catégorie des villes qualifiées par l'historien Ahmed Naciri de « hadaria » c’est-à-dire la « citadinité ».
Il existe dans la médina de Salé le quartier Qçatla déformation de Qashtala qui signifie Castille en arabe. Ce « quartier castillan » fut appelé ainsi en référence à l'endroit d'où sont entrer les assaillants espagnols en 1260 lors de la Prise de Salé.
Le mellah de Salé est l'ancien quartier juif où une importante communauté se réfugia bien avant la chute de Grenade.[réf. nécessaire]

## Caractéristiques culturelles

### Traditions et coutumes

#### Procession des cierges

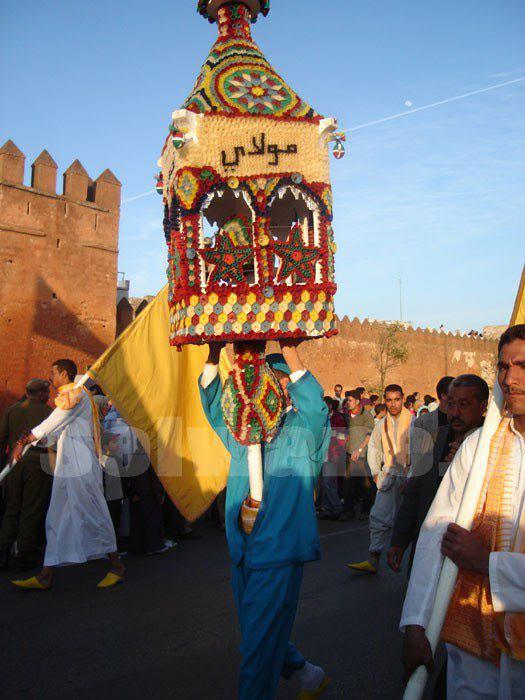
Salétins portant les cierges

Cette tradition salétine remonte au règne du sultan Ahmed al-Mansur Saadi (1578-1603) qui avait été très impressionné lors de son séjour en Turquie par la procession des cierges à l’occasion de Aid Al-Mawlid. Ainsi le sultan saadien Ahmed al-Mansur Saadi décida d'organiser cette fête pour la première fois au Maroc précisément dans la ville de Marrakech. La tradition s'est ensuite répandue dans le Maroc et c'est à partir de 1569 que la ville de Salé a organisé son premier moussem.

#### Ramadan
C’est au mois sacré du ramadan que les Salétins prennent le temps de se recueillir, de lire le Coran et de réciter les invocations recommandées par le prophète Mahomet portant un chapelet à la main.
Pour l’accueillir, le 29 Chaâbane, un groupe de neffara, musiciens traditionnels, scrute la lune depuis le minaret de la Grande mosquée. Dès son apparition, il court vers les habitants leur annoncer l’arrivée du mois de ramadan en disant : « Naâm Allah m’sakoum Ramdan ha houa jakoum! ».
Ce groupe réveille les dormeurs au Sahur pour prendre un repas léger, afin de mieux se préparer physiquement au jeûne, certaines personnes se réfugient dans les mosquées ou dans d’autres lieux saints au cours de ce mois sacré précisément vers les dix derniers jours pour consacrer leur temps à la prière, c’est le Iεtikāf.
Le moment du « Moughroub » ou de l'Iftar est marqué par un enchaînement de coup de canons tirés depuis les forteresses de Sidi Ben Acher al-Andaloussi.
Après l’Iftar, des soirées de musique andalouse, du Madih ou de Malhoune sont organisées pour le plaisir de tous.

### Musique
La musique dominante à Salé est la musique arabo-andalouse (arabe : الطرب الأندلسي), aussi appelée al-ala, al-andaloussi. Elle est l'héritière de la musique chrétienne pratiquée en Espagne et au Portugal avant la Reconquista et de la musique maure musulmane transmise à Cordoue et Grenade depuis le califat Abbasside. À la suite de la chute de Grenade, les expulsés morisques et les Juifs séfarades la ramenèrent à Salé comme à Rabat, à Fès et à Tétouan. Elle est composée de formes poétiques tels le mouachah ou le zadjal (qui furent l'une des sources des Cantigas de Santa María du roi Alphonse X de Castille, du flamenco et des troubadours). Plusieurs instruments sont utilisés dans la ville de Salé dont le riqq, le naqarat, la darbouka, le qanûn, l'oud, le violon (tenu sur la jambe à la manière typique marocaine) et ney.
Ce qui fait la particularité de Salé depuis l'époque ancienne, c'est qu'elle a été le berceau de l'art du samae (louanges et panégyriques chantés en chœur).
Salé est aussi un centre de rayonnement de la musique andalouse, où les nombreuses vagues de réfugiés andalous façonnèrent un ordre de vivre et une culture. Comme variétés de musiques présentes à Salé, on a entre autres al-alla, mouachah et le zadjal : une production poétique et musical en rupture avec la poésie bédouine qui fut la première source d’inspiration pour le Melhoun.
Parmi les instrumentalises illustres de Salé figurent: Salah Cherkaoui dit Cherki le virtuose du Qanûn, Hajj Ahmed Zniber talentueux musicien du Gharnati et précurseur de l'utilisation du Qanûn dans la musique moderne, Mohammed Baroudi un expert de Al-Ala. On peut aussi citer les pros du Malhoune : artistes de l'art du malhoune : Cheikh al-Barri, Mohammed Chlih, Larbi Maâninou, Hassan Yacoubi, Cheikh Mohammed ben Ghanem, Cheikh ben Aissa et Cheikh Haj Mohammed Bensaid.
Salé fut aussi le berceau de tant de poètes depuis l'ère Mérinide. 

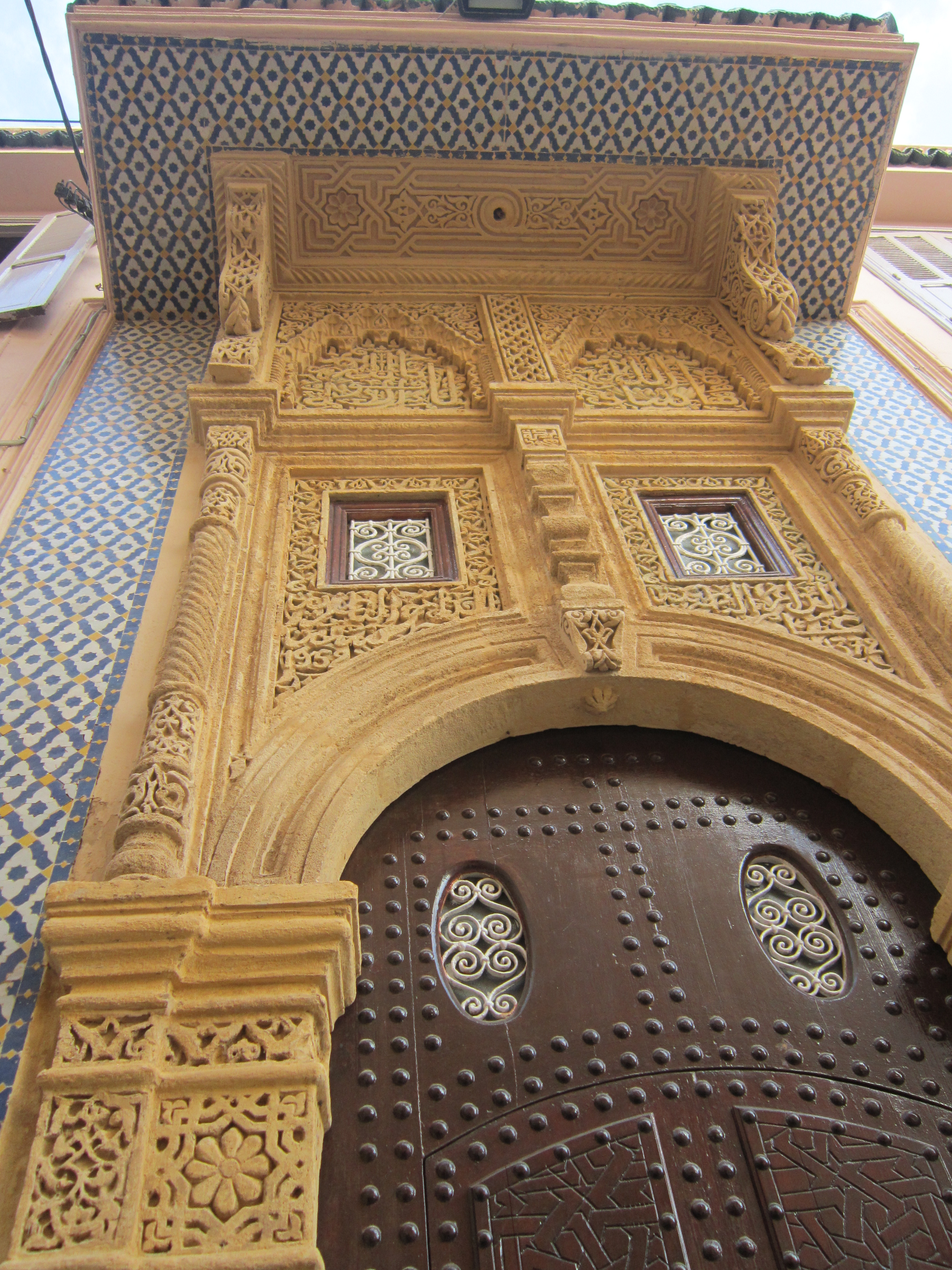
Type de Maison traditionnelle Salétine, ici Dar Naciri

Aboul Abbas Ahmed ibn Kassim ibn Achra en est l'exemple ; L'un des vers de son poème dit : « J'aime Salé parce que tu es de Salé. Car tout ce qui est de Salé m'est cher ». Citons aussi les poètes Ibn Bakki qui résidait à Salé chez le cadi Aboul Abbas Ahmed ibn al-Kasim ibn Achara ou encore Aboul Hassan ben Abi al-Homara.

### Langue
L'arrivée de certains Andalous à Salé-le-Vieil puis Morisques expulsés d'Espagne à Salé-Le-Neuf a beaucoup influencé le parler de l'époque. On trouve ainsi des emprunts à l'espagnol ou au turc (expliqué par la venue de certains corsaires depuis les territoires sous domination ottomane). Les tournures issues de l'arabe andalou y sont particulières ; elles ont tendance à féminiser, enjoliver ou utiliser des diminutifs pour les mots : On a ainsi « chjira » pour « chajara » (arbre), « tfifha » pour « touffaha » (pomme). Ce parler s'est façonné au fil du temps jusqu'à créer un propre dialecte à la ville que l'on entend toujours au bout de la langue des « purs salétins ».

### Architecture
Salé connut son apogée architecturale sous les Almohades puis sous les Mérinides. L'architecture locale réunit les influences des architectures marocaine et arabo-andalouse. Le docteur en études ibériques et hispano-lusophones Oumama Aouad Lahrech affirme, en parlant de sa demeure familiale à la médina de Salé, qu'au débuts des années 1920 le style architectural sévillan de l'ère musulmane était à la mode dans la cité.

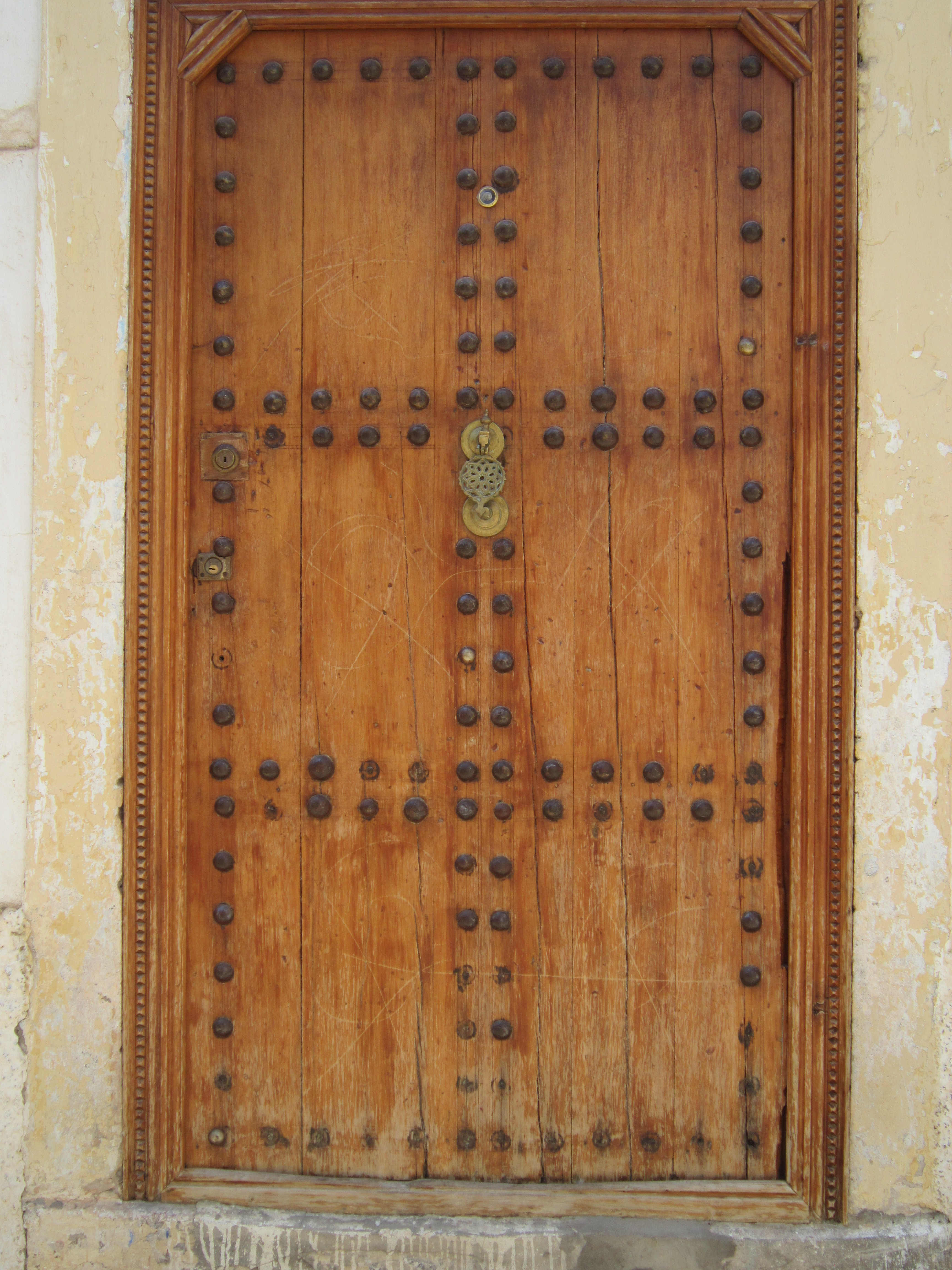
Porte d'une maison à la médina
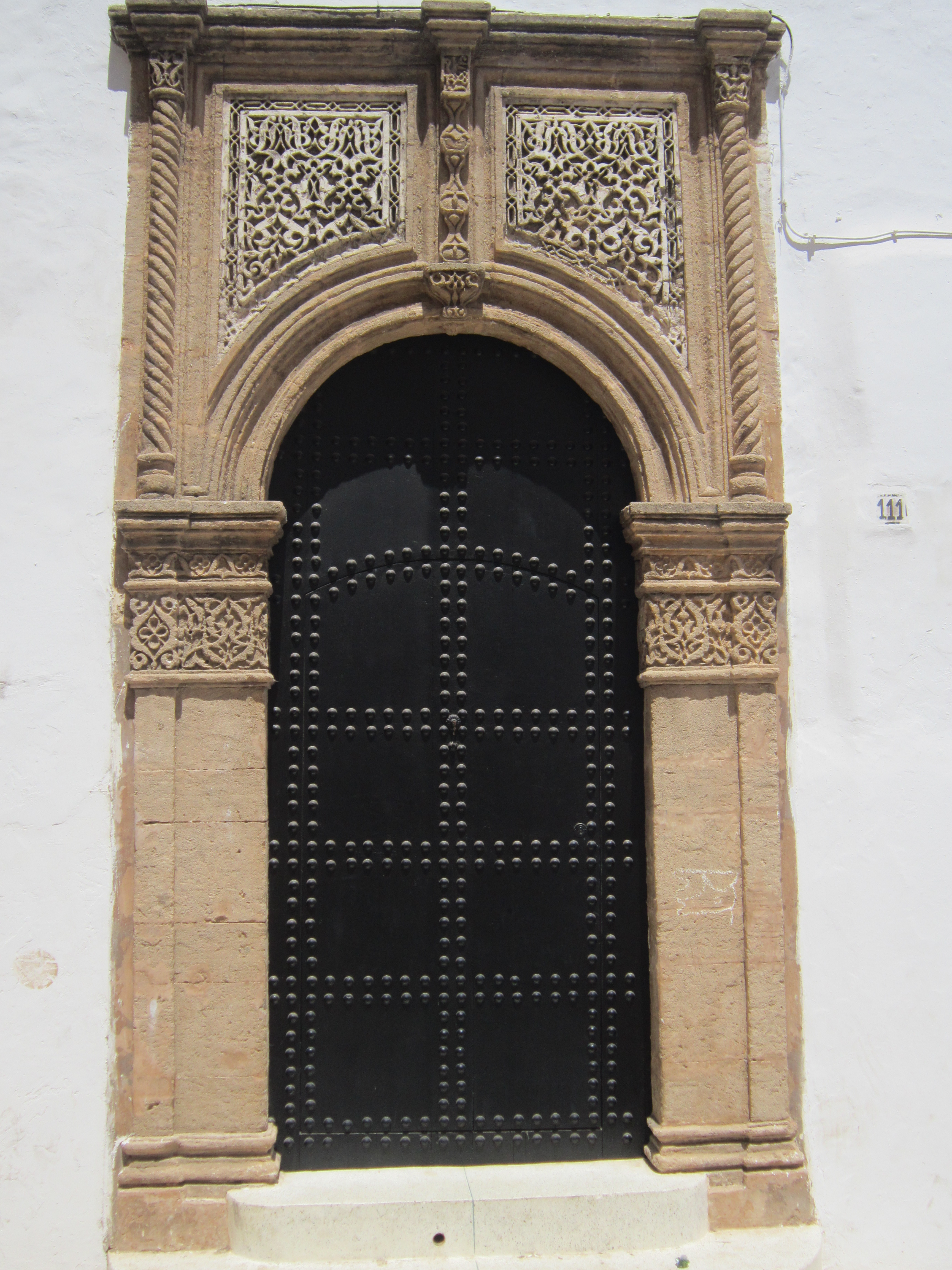
Porte d'entrée de la maison Chemaou
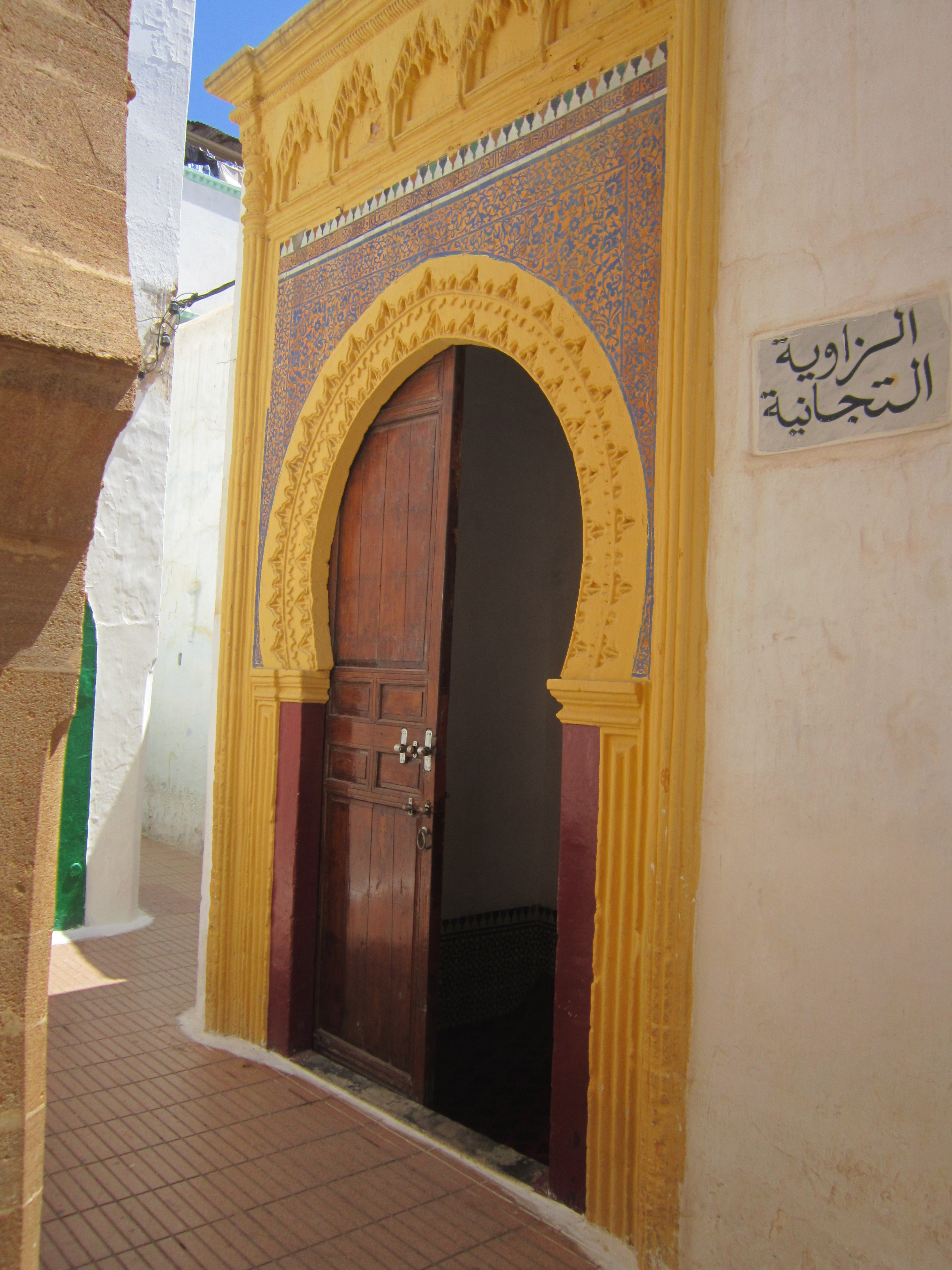
Entrée de la Zaouiya Tidjania
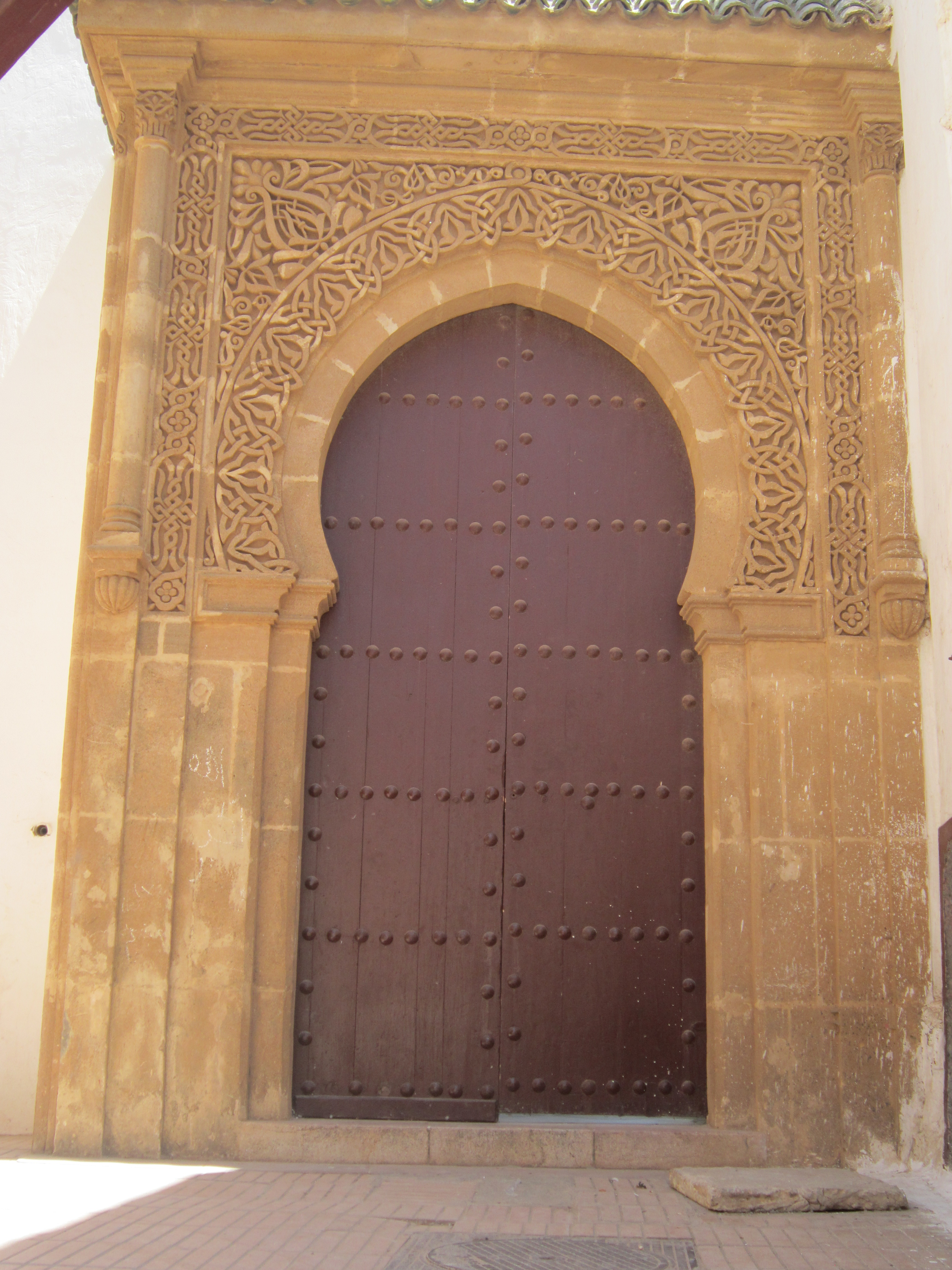
Une des 9 portes de la Grande Mosquée
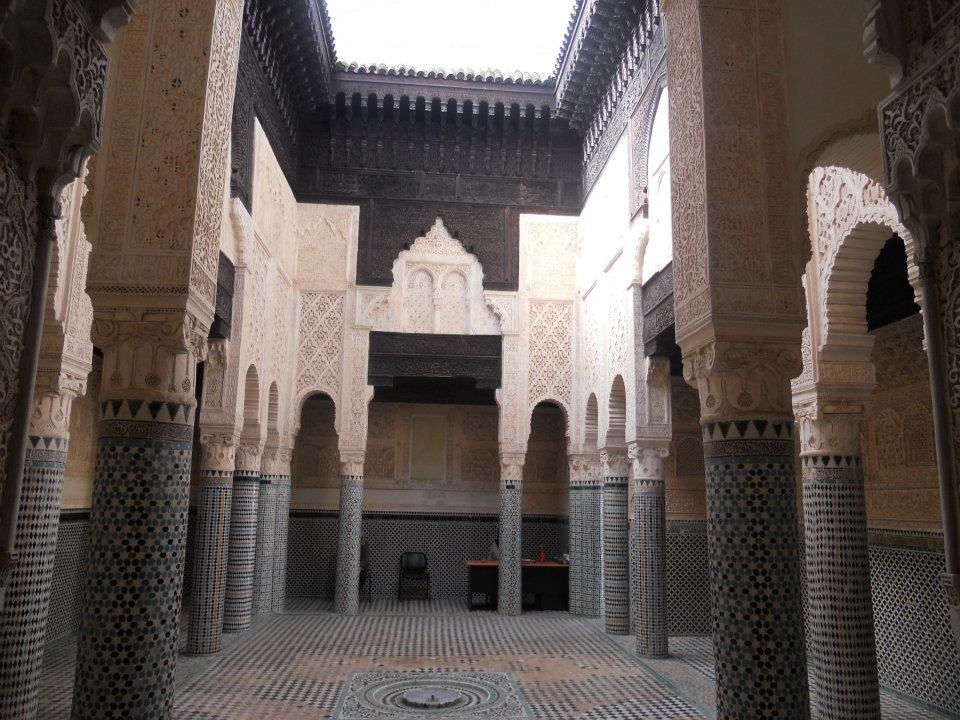
la Médersa de salé
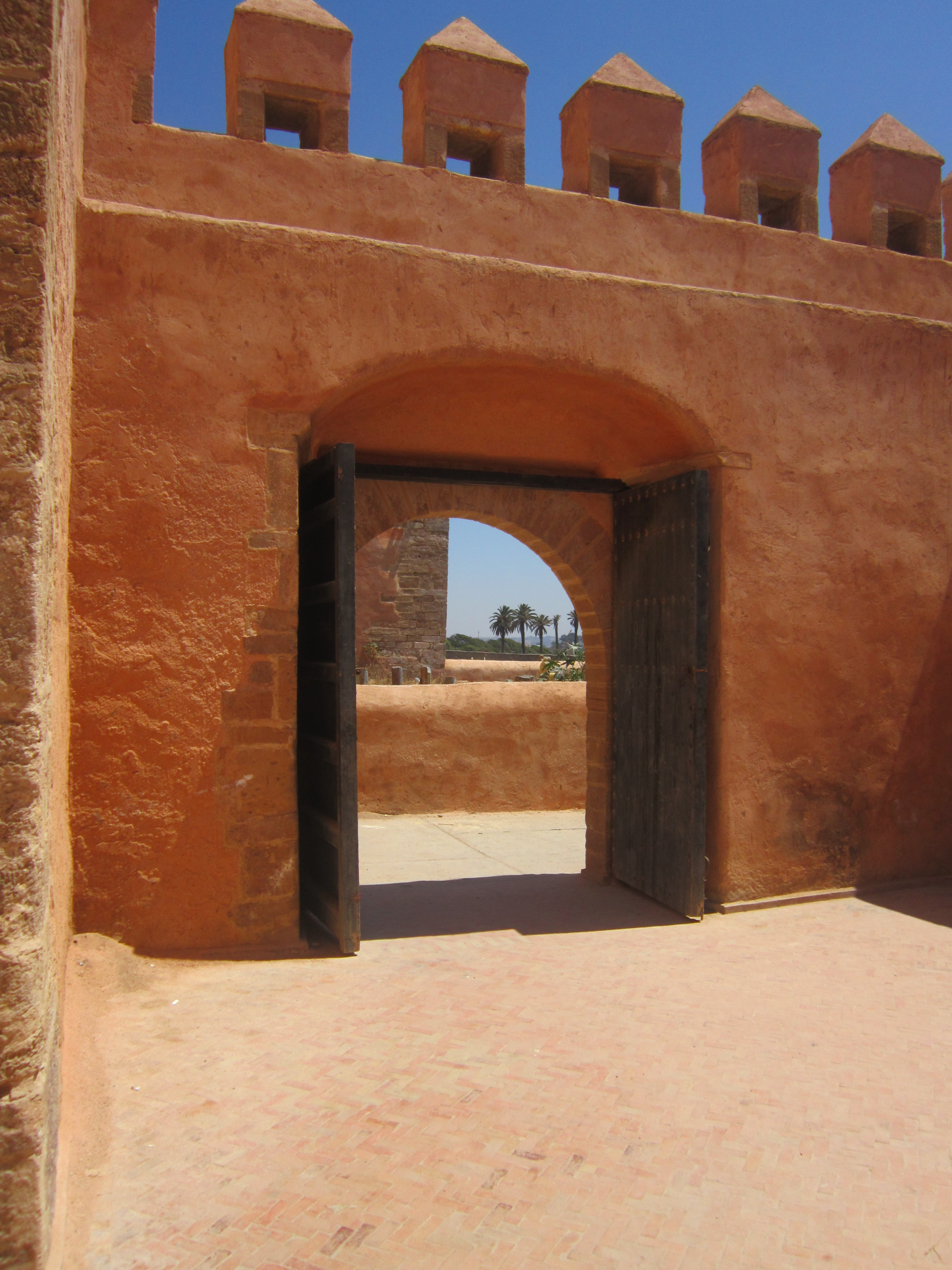
Passage vers le cimetière de Bab Maâlqa
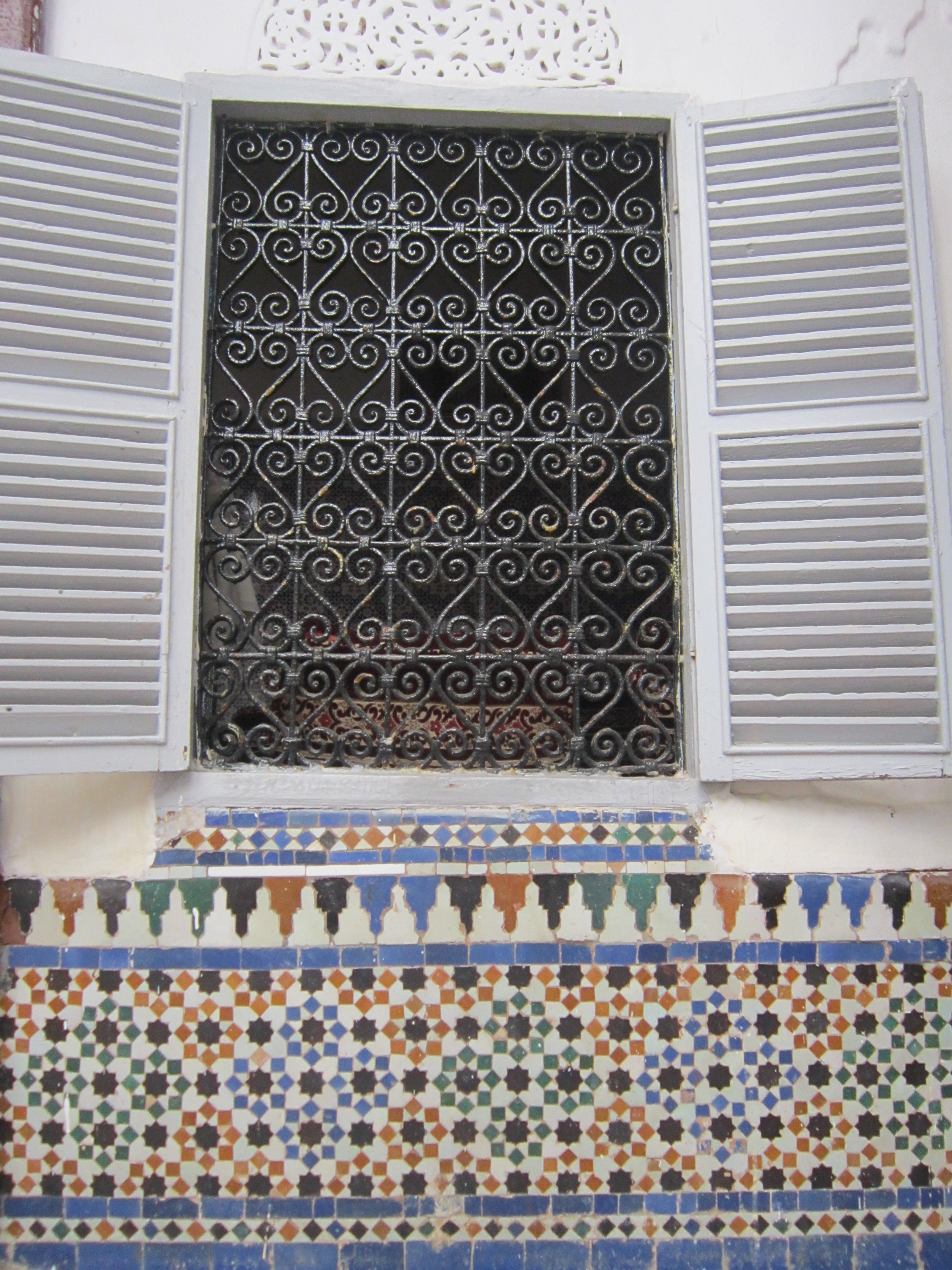
Motif typique des fenêtres salétines, ici celle de Dar Benkhadra.
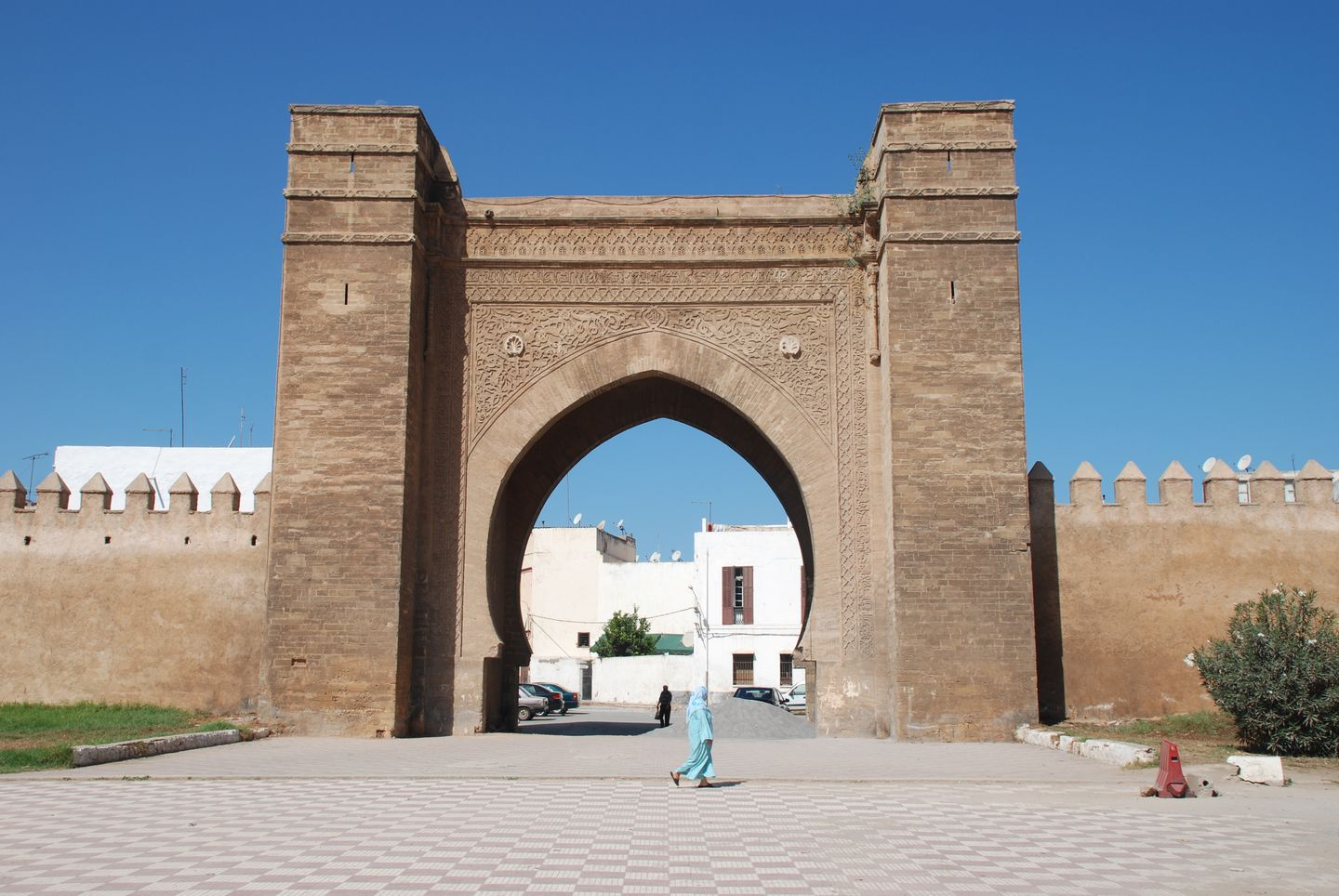
Bab Lamrissa
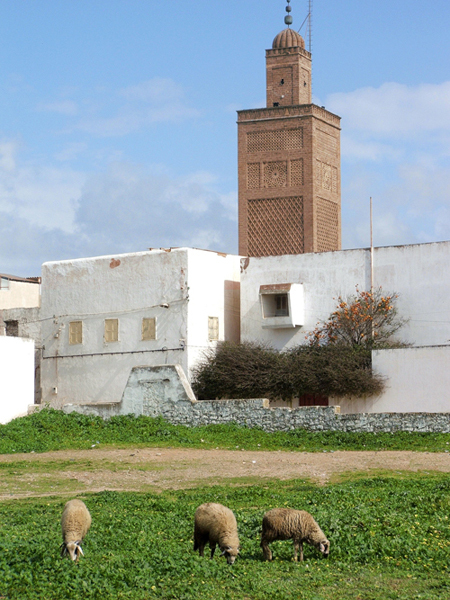
ancienne photo de la Mosquée

## Listes des noms de famille

### DuXeauXVIIesiècle

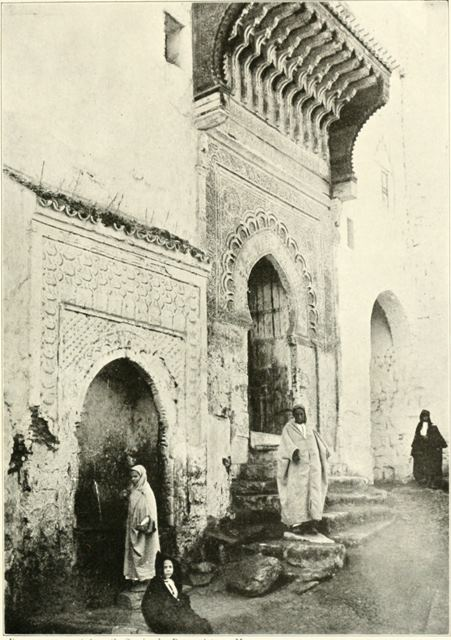
Oqbat l'mdarsa (la pende de la médersa)

- Al Hor, d'origine arabe, Affiliés  à leur ancêtre Moulay Al Arabi Al Hor.
- Kadiri, famille de chorfas Hassaniyine d'origine arabe puis andalouse (de Grenade) affiliés à leur ancêtre le célèbre saint du XIIe siècle enterré à Bagdad Cheikh Abdelkader al-Jilani
- Alami, famille issue des Chérifs idrissides, descendants de Moulay Abdesslam ben M'chich (mort en 1228)[L 1].
- Touhami, famille de chorfas descendants du Cheikh Touhami ben Mohammed ben Abdellah Chérif al-Yemlihi, fondateur de la ville d'Ouezzane.
- Kettani, affiliés à leur ancêtre l'émir Yahya III, surnommé al-Kattani
- Sedrati, originaire de la tribu de Sedrata appartenant au groupe des Sanhadja[L 2].
- Bensaïd, famille d'origine andalouse [L 2].
- Aâmar, famille d'origine andalouse, descendants du Cheikh Ahmed ben Achir [L 2].
- Maâninou, originaire de la Chaouia appartenant au groupe des Sanhaja (une famille d'origine andalouse selon Kenneth L. Brown), ils donnèrent plusieurs corsaires salétins [L 2].
- Zniber, famille d'origine andalouse [L 2].
- Benbouzid, originaire de la tribu des Idda Oubouziya [L 2].
- Zouaoui, famille d'origine algérienne [L 2].
- Hassouni, descendants de Sidi Abdellah Ben Hassoun Selassi [L 3].
- Aouad, famille d'origine hilalienne[L 3] dont le célèbre raïs salétin Benhassoun Aouad vers le XVIIIe siècle[9].
- Fennich, famille d'origine scandinave [10]. qui a donné plusieurs corsaires salétins.
- Sbihi, famille d'origine hilalienne [L 3].
- Bouallou, famille originaire de Tlemcen, en Algérie, descendants de Mhamed Sidi Bouallou [L 3].
- Harakat, famille d'origine hilalienne de la tribu des Hrakta [L 3].
- Cherkaoui, Bouabid, chorfas descendants du cheikh Abou Obeid M'hammed ben Ali al-Kassim Charki Jabiri [L 3].
- Talbi, chorfas descendants de Sidi Ahmed Taleb Kasri [L 3].
- Aouni, descendants de Abdallah al-Aouni [L 3].
- Hajji, descendants du moujahid et corsaire Sidi Ahmed Hajji qui chasse les Espagnols des plages de Mehdia en 1681[L 3].
- Bouchaâra, leur ancêtre est un vertueux personnage qui conservait comme relique un cheveu de Mahomet, d'où leur nom [L 3].
- Mrini, une des branches subsistantes de la dynastie mérinide, famille qu'on retrouve également à Fès, Rabat et Tétouan.
- Hamdouch, descendants de Cheikh Sidi Ali ben Hamdouch [L 3].
- Ben Abbad, héritiers probables des rois de la Taifa de Séville : les Abbadides

### À partir duXVIIIesiècle
Plus de 200 familles s'installèrent ensuite du XVIIIe au XXe siècle dans la vieille médina de Salé dont la population ne dépassait guère les 50 000 habitants à l'aube de l'indépendance du pays en 1956, avant de connaître à partir de cette date-là une explosion démographique multipliant la population de la ville par 10 en l'espace de 30 ans[réf. nécessaire], du fait de son attractivité due notamment à sa proximité de la nouvelle capitale mais aussi à son passé et à sa réputation de ville majeure de la résistance d'où a débuté la lutte contre les colons français au tout début des années 1930.

## Personnalités appartenant à de grandes et anciennes familles de Salé

### Personnalités littéraires, culturelles et artistiques
- Boubker el-Kadiri, (1913-2012), intellectuel, académicien, écrivain et homme politique.
- Ahmed al-Salawi, (1791- 1840), savant, professeur et écrivain.
- Ahmad ibn Khalid Naciri, (1834- 1897), historien.
- Hajj Ahmed Zniber, compositeur et maitre de la musique arabo-andalouse.
- Mohamed ibn Ali Doukkali, (1868-1945), historien et écrivain.
- Mohamed Zniber, (1923-1993), historien et écrivain.
- Mohamed Hajji, (1923-2003), historien, académicien et érudit.
- Salah Cherki, (1923-2011), compositeur et pionnier de la musique arabo-andalouse.
- Driss Mrini, (1950 -), cinéaste et homme de communication.
- Mustapha Chlih, (1956 -) écrivain
- Ahmed Boulane (1956), cinéaste.
- Ali Amar (1967), journaliste et écrivain.
- Mohamed Ibrahim Bouallou (1936-), philosophe, écrivain, nouvelliste, cofondateur des revues Aqlam et Fikr Wa Naqd, scénariste.

### Personnalités sportives
- Larbi Zniber[18] (1916 -1989), alias Ba-Arroub, muezzin, gardien de but et entraîneur de l'ASS du football de Salé.
- Abderraouf El-Fassy (en), (1940 -), escrimeur
- Amine Laâlou, (1982 -), athlète spécialiste du demi-fond.

### Personnalités politiques

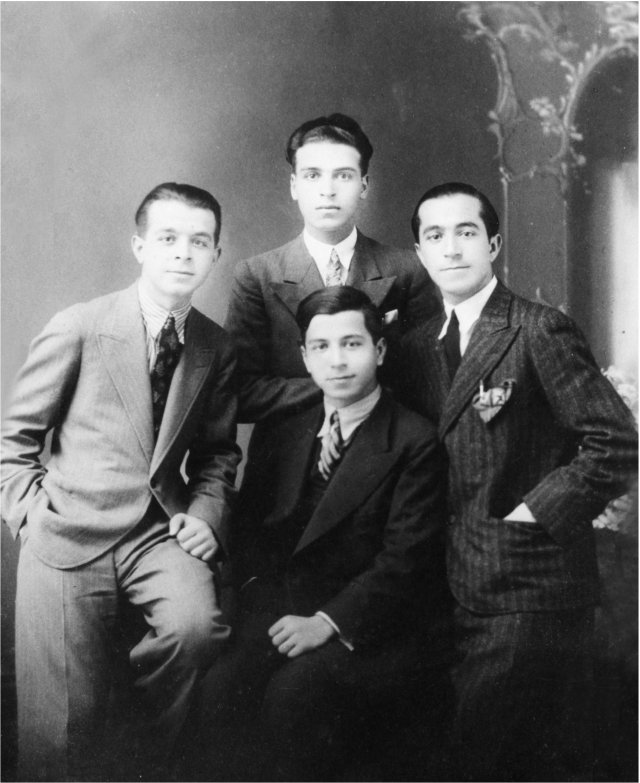
Photo des Frères Hajji (dont Saïd Hajji au premier rang) et Abdelhadi Zniber à l'Université de Beyrouth

- Abdelhaq Fennich, Pacha de Salé au XVIIIe siècle.
- Hajj Ali Zniber, (1844-1914), écrivain et nationaliste.
- Raphael Ankawa, (1848-1935), saint et président de la communauté juive de Salé.
- Abdellatif Sbihi, (1897 -), politicien et résistant.
- Abu Bakr Zniber, (?-1956), grand mufti et un nationaliste du temps des protectorats au Maroc.
- Mohamed El-Mekki Naciri, (1906-1994), hommes de lettres, ambassadeur et ministre.
- Larbi Hassar, pharmacien et homme politique
- Ahmed Maâninou, (1906-2003), nationaliste, résistant et démocrate.
- Mohamed Hassar, (1910-1936), l'une des figures du nationalisme marocain
- Boubker el-Kadiri, (1913-2012), intellectuel, académicien, écrivain et homme politique.
- Khalid El Kadiri, (1942 -), inspecteur des finances et ancien Directeur Général de la Caisse de dépôt et de gestion au Maroc
- Saïd Hajji, (1912-1942), précurseur de la presse nationale marocaine.
- Abderrahim Bouabid, (1922-1992), militant, homme politique.
- Mohamed Aouad, (1922-2007), ancien ministre et ambassadeur.
- Mohamed Zniber, (1923-1993), historien et nationaliste.
- Ahmed Cherkaoui, (1929-2006), homme politique.
- Abderrahmane Benabdelali, ancien ministre des Travaux publics
- Noureddine Sefiani, (1947-) diplomate et ambassadeur.
- Saïd Chlih, (1957-), économiste, diplomate, inspecteur général, technocrate et réformateur du Ministère de l’emploi
- Oumama Aouad Lahrech, (1951-), docteur et ambassadrice.
- Mohamed Saâd Hassar, (1953 -), politicien et ingénieur.
- Amina Benkhadra, (1954) -), politicienne et ingénieur.
- Mohamed Amine Sbihi, (1954 -), homme politique
- Omar Zniber, (1956-), diplomate et ambassadeur
- Tahar Zniber, homme politique et signataire du Manifeste de l'indépendance
- Bensaid Abdelhak (1956-), Conseiller au Cabinet Royal
- Ahmed Sbiti, (1939-). Haut fonctionnaire

### Corsaires et guerriers
- Abdeslam Ben Mohamed Ben Lafqih Al-Alami, raïs slaoui vers 1825[19]
- Mohamed Aouad, alias Manéta, raïs slaoui vers 1661[20]
- Qandil Aouad, raïs slaoui, XVIIe siècle[20]
- Mohamed Aouad Qandil as-Saghir, raïs slaoui vers 1758[21]
- Hajj Ali Ben Mohamed Aouad, raïs slaoui en 1742. Il succède comme Pacha de Salé à Abdelhaq Fennich en 1766[21]
- Benhassoun Ben Ahmed Ben Mohamed Aouad, raïs slaoui vers 1760 au XVIIIe siècle[21],[9]
- Hajj Al-Hashmi Ben Hajj Ahmed Aouad, Grand Amiral en 1765[21]
- Hajj Taher Ben Hajj Hashmi Aouad (fils du précédent), raïs slaoui (†1813?)[21]
- Hajj Abdelaziz Aouad, surnommé le capitaine, raïs slaoui vers 1841 (†1881)[22]
- Abdellah Ben Al-Ayyachi Al-'Asri, raïs slaoui vers 1788[20]
- Hajj Abou Bakr Ben Mohamed Ben Qaddour Al-'Asri, corsaire slaoui (†1837?)[20]
- Abdellah Al-'Asri, raïs slaoui (†1890)[20]
- Sidi M'hamed el-Ayachi
- Mohamed Benqlou'a, raïs slaoui vers 1813[23]
- Hajj Said Djanoui[24]
- Abdeslam Fennich, XVIIIe siècle[9];
- Mohamed Fennich, dernier gouverneur de la République de Salé[25].
- Abdallah Fennich (?-1695) (fils du précédent), bras droit de Abdellah Benaïcha[26]
- Hajj Ahmed Fennich (†1768), grand corsaire slaoui[26]
- Hajj Tahar Fennich, raïs slaoui, ambassadeur marocain en Angleterre en 1773 et au royaume de France de 1777 à 1778[27],[28]
- Khader Ghailan, raïs tétouanais, XVIIe siècle ;
- Sidi Ahmed Hajji, grand saint et guerrier salétin
- Abdellah Ben Larbi Hamdouch, raïs slaoui vers 1794[29]
- Abdelhaq Ben Tahar Kahkahni, raïs slaoui vers 1813[30]
- Mohamed Ben Mohamed Laâlou, raïs slaoui vers 1813[19]
- Ibrahim Maâninou[31]
- Abdelkader Maâninou gouverneur de la République de Salé vers 1664[31]
- Ali Maâninou raïs slaoui vers 1625, et a accompagné l'ambassadeur et Pacha de Salé Mohammad Temim lors de sa visite de Paris en 1682[32],[31]
- Mohammed Maâninou[31]
- Raïs El Hadj Abderrahmane Britel, grand Amiral du Maroc.
- Hajj M'fadel Ben Hajj Ali Al-Makkoudi, corsaire slaoui (†1823)[33]
- Amrou Mellah, rais slaoui vers 1813[33]
- Ahmed Ben Hajj Ibrahim Nejjar, capitaine slaoui vers 1733[34]
- Ali Saboundji, raïs d'origine turque, XVIIIe siècle[35],[9] ;
- Hajj Abdellah Ben Abdeslam Sedrati, raïs slaoui vers 1794[36]
- Achmet (Ahmed) Turki, raïs d'origine turque, XVIIIe siècle[9] ;
- Salem Trabelsi, raïs d'origine tripolitaine, XVIIIe siècle[37],[9] ;
- Youssef Trabelsi, raïs d'origine tripolitaine, XVIIIe siècle[38],[9] ;
- Hajj Benacer Za'tri Al-Omari, raïs slaoui, milieu du XIXe siècle[37]

### Gouverneurs de la ville de Salé depuis 1700
- ?-1700: Guebaz [39]
- ?-1817 : Boujmiaaâ[39]
- 1817-? : Ahmed Ben Mohamed Zniber[39]
- ? : Mohamed Ben Kacem El Gueddari
- 1827-1840 : Hajj Ahmed Ben Mohamed Ben Al-Hashimi Aouad[40]
- 1840-? : Abu Amar Ben Al-Hajj At-Tahir Fannish (Fennich)[40]
- ? : Abd Al-Aziz Mahbuba[40]
- ?-1854 : Mohamed Ben Abdelhadi Zniber[40]
- 1854-1861 : Abd Al-Aziz Mahbuba (2d mandat)[40]
- 1861-1892 : Hajj Mohamed Bensaid[40]
- 1892-1905 : Abdallah Ben Mohamed Bensaid (fils du précédent)[40]
- 1905-1914 : Hajj At-Tayyib As-Sbihi[40]
- 1914-1958 : Hajj Muhammad Ben At-Tayyib As-Sbihi (fils du précédent)[40]

### Sources littéraires
1. ↑  Mrini et Alaoui 1997, p. 110
2. 1 2 3 4 5 6 7  Mrini et Alaoui 1997, p. 112
3. 1 2 3 4 5 6 7 8 9 10 11  Mrini et Alaoui 1997, p. 114